# Серембан
Серембан е град в Западна Малайзия. Населението му е 419 536 жители (2009 г., 19-и по население в Малайзия). Основан е през 1840 г., а получава статут на община през 1979 г. Намира се часова зона UTC+8 на 79 м н.в. Пощенските му кодове са в диапазона 70xxx – 75xxx. Телефонният му код е 06.